# Cratere Buri
Buri è un cratere sulla superficie di Callisto.